# Арсенова киселина
Арсеновата киселина е неорганично хигроскопично прозрачно или бяло кристално химично съединение, съществуващо само във воден разтвор или като полухидрат.
Използва се за премахване на газови мехурчета от стъклокерамични стопилки, при производството на полупроводници и други.
Арсеновата киселина е с висока токсичност.